# ダミアン神父

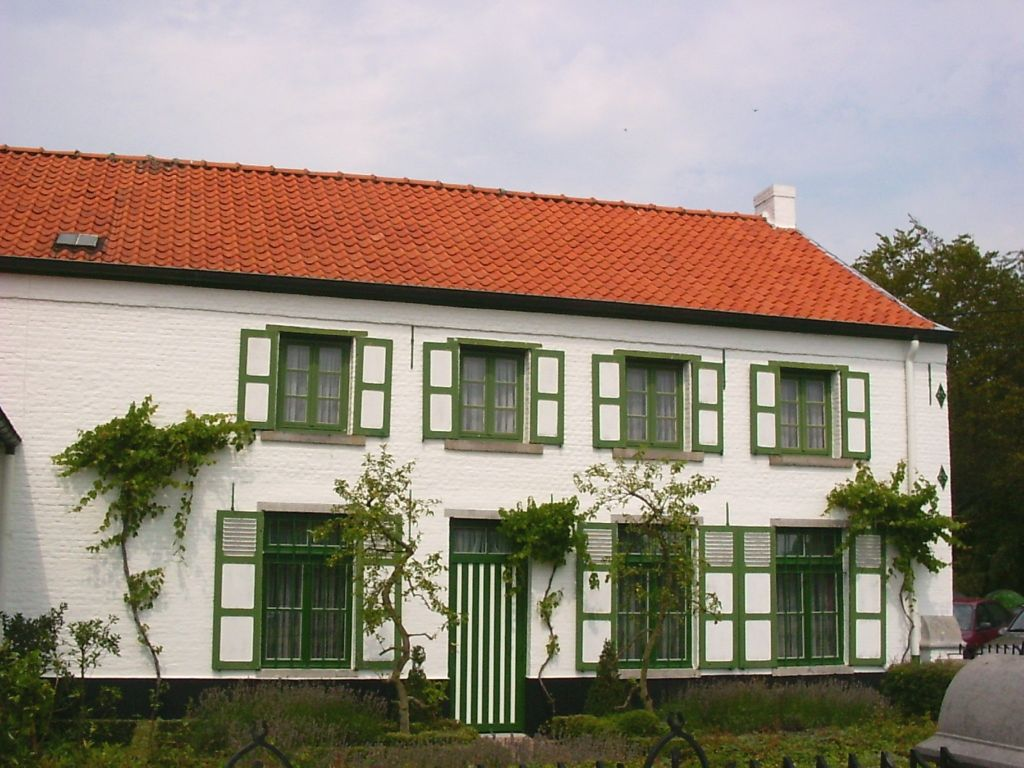
ダミアン神父の生家

ダミアン神父（ダミアンしんぷ、英: Father Damien、1840年1月3日 - 1889年4月15日）は、ベルギー出身の宣教師である。ダミアンは修道名であり、本名はヨゼフ・デ・ブーステル（Joseph de Veuster）。ハワイ王国のモロカイ島において、当時誰も顧みなかったハンセン病患者たちのケアに生涯を捧げ、自らもハンセン病で命を落とした。カトリック教会の聖人で、記念日は5月10日である。

## 生涯
1840年1月3日、ベルギー、ブラバント州のトレムロー（現在はフラームス＝ブラバント州）の農家で7人兄弟の末っ子として生まれ、幼児洗礼を受けてヨゼフと名付けられた。修道院に入っていた兄や姉の影響を受けて、自らも1859年にイエズス・マリアの聖心会に入会し、司祭として神と人々に自らの一生を捧げることを誓った。このとき選んだ修道名が「ダミアン」であり、「コスマとダミアノ」という有名な聖人兄弟の名前にちなんだ。以降「ダミアン」と呼ばれることになるヨゼフは、名門ルーヴェン・カトリック大学で哲学と神学を学んだ。
1863年、同じ修道会にいた兄がハワイ王国へ宣教師として派遣されることになったが、チフスによって急遽派遣が中止となった。ダミアンは上司に特別な許可を願って、ハワイへ派遣されることになった。1863年10月にドイツの港を出発したダミアンらは、1864年3月19日にホノルルに到着した。まだ神学生だったダミアンは、1864年5月21日にホノルルの平和の聖母大聖堂で叙階され、司祭となった。
ハワイの各地で活動して8年目、ダミアンはハンセン病患者の世話をする者が誰もいないことを知る。当時、患者たちは見つかるとすぐモロカイ島のカラウパパへ隔離され、そこで誰からも世話されずに死んでいくという状況であった。ダミアンは決断してモロカイ島への派遣を願い、許されて単身患者のもとへ向かった。ハンセン病患者以外の者で、常駐するために島へ向かうのは彼が初めてだった。当時、モロカイ島の隔離地には800人のハンセン病患者が隔離され、415人が「病院」と呼ばれる家に収容され、年間142人が死亡するという状況であった。

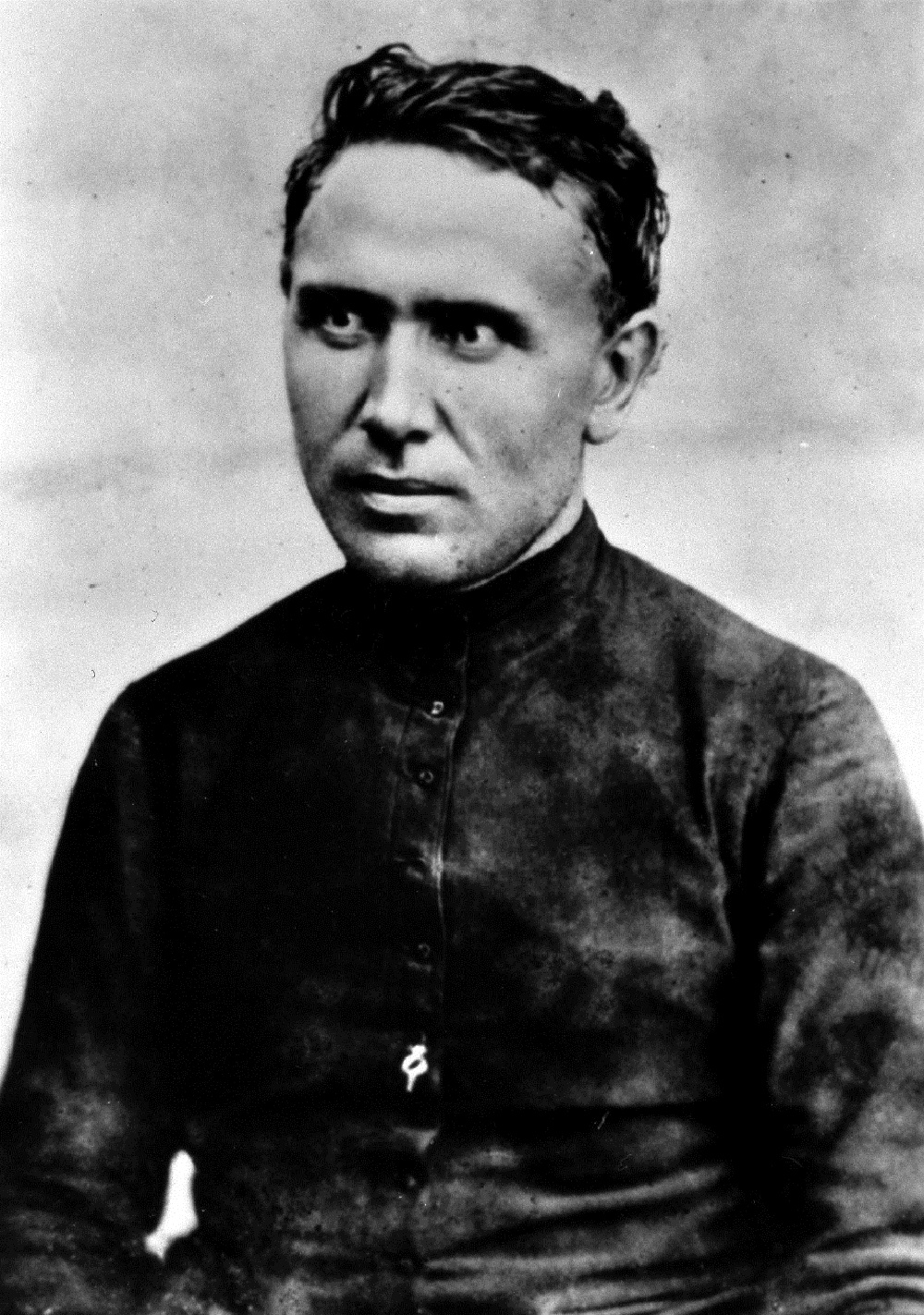
モロカイ島へ赴任当時のダミアン神父

1873年5月9日、モロカイ島へ赴任したダミアンは、患者たちの荒廃した生活環境の整備から始めた。やがて、世論がダミアンを「モロカイの英雄」といって注目し始めると、義援金なども集まり、モロカイ島の環境改善は進んだが、ダミアンと教会の上司との間に意志の齟齬が生じるようになっていった。ダミアンは一度決めたことは絶対に譲らない頑強な性格の持ち主であったため、患者たちには優しかったが、当局の関係者や共働者たちと問題を起こすことも少なくなかった。
その患者たちもダミアンと心を通わせられなかった。ダミアンの愛や労わりは「貴方たち癩患者」に向かうものであり、患者にとってダミアンは部外者に過ぎなかった。この隔たりの深さゆえダミアンは苦悩し、次第に彼は患者の患部に触れることに躊躇しなくなり、感染の可能性を恐れなくなっていった。
ブラスバンドを始めたり学校を創ったりといった、長期にわたるダミアンの活動が実り、モロカイ島のハンセン病患者の環境は大いに改善され、施設は充実していった。1881年9月15日には、ハワイ王女リリウオカラニが訪問するなど、ようやく人々もハンセン病患者の現実に目を向けるようになっていた。
1884年12月、ダミアンは自らもハンセン病を発症する。医師エドュアルト・アーニングと医師アルトゥル・モーリッツの対診（1885年5月）において「らい以外の何物でもない」と記されている。彼はこうして初めて「我々癩患者」としての立場に立つことが出来たのだった。
ダミアンの最後のホノルル渡航は、1886年7月10日であった。この渡航は、日本人漢方医の後藤昌直から治療を受けるためであった。後藤の漢方療法（大風子油を含む清血練の処方）・1日3回の温浴療法によって、ダミアンのハンセン病は一旦軽快した。ダミアンは後藤に深い信頼を置き「私は欧米の医師を全く信用していない。後藤医師に治療して貰いたいのだ」との言葉を残している。後藤は、ダミアンの親密な友人の一人であった。『ニューヨーク・タイムズ』に掲載されたダミアンの追悼記事にも、後藤の治療を受けたことが記載されている。
しかし、その後も病勢は進行し、1889年4月15日、マザー・マリアン・コープ（2012年にカトリックの聖人になった）を始めとするシスターたちや医師のシドニー・ボーン・スウィフト、さらに協力者の司祭や患者たちに見守られて、この世を去った。医師はダミアンの最後の姿を撮影し、その後、写真の持ち主が死亡したため、ハワイの裁判所の裁定により博物館に移され公表されている。

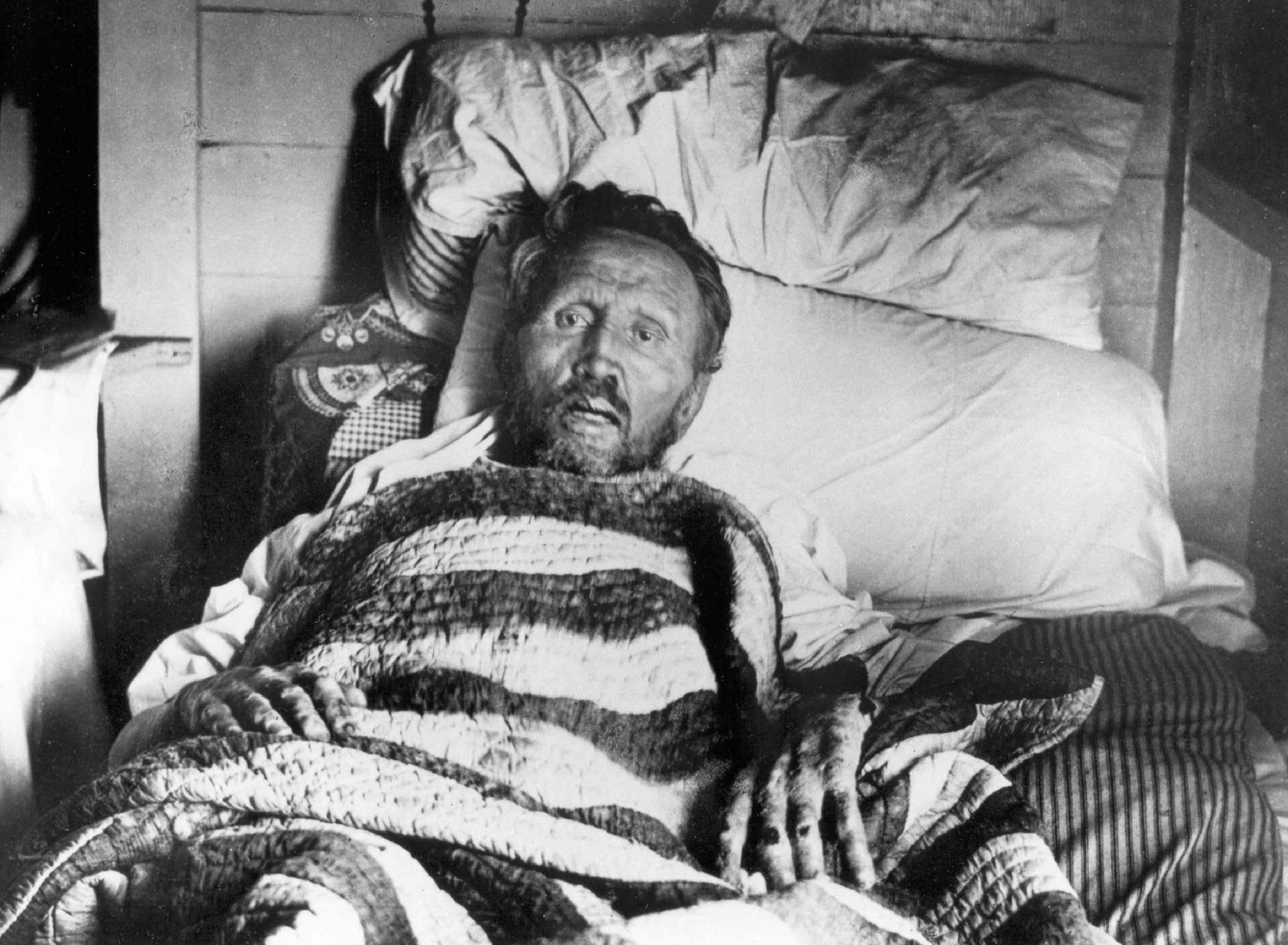
死の直前に撮影された写真

ダミアンはモロカイ島に埋葬されたが、1930年代になってダミアンを「ベルギーの英雄」として、その遺体を求める世論がベルギーで高まった。これを受けて、1936年1月27日に棺が掘り出され、ホノルルに運ばれた。1週間後の同年2月3日に出航し、アメリカ海軍からベルギー海軍を経て同年5月3日、故国ベルギーへ到着した。港では国王レオポルド3世以下、多くの国民が集まった。アントウェルペンで追悼ミサが行われ、その遺体はルーヴァンの大聖堂に埋葬された。その後、1995年の列福を機に、遺体の右手だけがカラワオの墓に戻され、今日に至っている。
ダミアンのモロカイ島定住、ハンセン病発病、死去は、そのたびに新聞報道がなされ、全世界にショックを与えた。兄のパンフィルも『ロンドン・タイムズ』に寄稿した。日本においては島田三郎がロンドン滞在中にダミアンの死去に接したと、1905年の銀行クラブの集会で述べている。
1873年には「モロカイ島の英雄」となり、1881年にはハワイ王女の訪問を機に「ハワイの栄光」になったと報じられている。ダミアンのことは病理学者であった光田健輔や英国聖公会宣教協会のハンナ・リデル、また多くのハンセン病に関わった来日外国人にも知られていた。様々な人々が、ダミアンに面会するためモロカイ島へ訪問した。画家のクリフードはダミアンの横画を書き、耳の結節を示している。また、神山復生病院を設立したジェルマン・レジェ・テストウィードにはハンセン病の治療薬を斡旋し、後藤昌直を紹介した。

## 医学的側面
ダミアンはハワイ島に滞在していた時から、患者たちの小屋に入って聖体を授けたり、病人の世話をしていた。当時から脚がひりひり焼ける感じがしたという。1878年、ハンセン病初期の症状（寒気、関節の軽い腫れとだるさ、微熱、手足の先のひりひりした麻痺感、あちこちの痛み）に苦しんだが、診断はつけられていない。1879年から1880年には一時改善したが、1881年秋に左足に激痛が走り、12月には熱湯に足を入れても感覚がなく、水疱を作った。ハンセン病の決定的な症状である。
1885年初め、ドイツの医師エドゥアルト・アーリングからハンセン病との診断を告げられた。ハンセン病の分類法（Ridley-Jopling Classification）で有名なハンセン病学者ウイリアム・ジョップリングの見解は次の通りである。
「ダミアン神父が感染したのはモロカイ島で毎日患者に接したからであるが、それだけが原因ではない。個人の免疫状態が発病に関する決定的な因子であり、彼の免疫は生来的なものと、獲得された免疫のコンビネーションによります。ハンセン病への暴露が濃厚であったからハンセン病を発病したのでない。暴露が軽度であっても発病したでしょう。というのは神父はハンセン病を発病しやすい、成人の5%に入っていたからです。」
ウイリアム・ジョップリングは夫婦感染例を調査し「5%が感染しやすい」としている。

## 列福と列聖
1995年6月4日、ローマ教皇ヨハネ・パウロ2世によって列福された。カトリック教会において、ハンセン病患者、HIV感染者およびハワイの守護者とされている。
2009年10月11日に聖人に列されることが、2009年2月16日にローマ教皇ベネディクト16世から発表された。ハワイ州出身のバラク・オバマ大統領もダミアンの列聖を祝福するコメントを発表した。列聖の理由は以下の2つの奇蹟である。
- 1895年に1人の修道女（重い腸の病気に罹っていた）が、ダミアンのインターセッションにより症状を治した事象
- ダミアンの墓の前で祈ったオードリー・トグチのリポザルコーマを治した事象

2009年10月11日、列聖はバチカンのサン・ピエトロ広場で行われた。ベルギーのアルベール2世国王夫妻および首相・閣僚・政党党首など4000人近いベルギー市民、ハワイから数百名の巡礼団を始め、日本人のカトリック信者数百名など、数万人の巡礼者が参加した。

## 博物館
ハワイのワイキキ海岸にあるセント・オーガスティン教会（St. Augustine By the Sea Catholic Church）の建物の前に、ダミアン・マリアンヌ記念館（Damien and Marianne of Moloka'i Heritage Center）がある。後者のマザー・マリアンヌは2012年10月21日に聖人となった。入場は無料。
- 開館時間
月曜 - 木曜（9:00 - 15:00）
金曜（9:00 - 12:00）　
土曜（9:00 - 12:00及び16:00 - 19:00）
日曜日（7:00 - 12:00）

## 像
- ハワイ州会議事堂の南側（海側）にはリリウオカラニ女王の像、北側（山側）にはダミアン神父の像がある。
- 埼玉県立近代美術館には彫刻家の舟越保武が1975年に製作したブロンズ像「ダミアン神父」が収蔵されている。舟越は1977年にも彫刻「ダミアンの手」（個人蔵）を製作している。